# Baeocera abrupta
Baeocera abrupta – gatunek chrząszcza z rodziny kusakowatych, podrodziny łodzikowatych i plemienia Scaphisomatini.
Gatunek ten opisany został w 2003 roku przez Ivana Löbla i Richarda A.B. Leschena.

## Wygląd zewnętrzny
Chrząszcz o silnie wypukłym z wierzchu ciele długości od 1 do 1,2 mm, barwy ciemnobrązowej do czarnej z jaśniejszym odwłokiem i zwykle wierzchołkami pokryw oraz ochrowymi czułkami i odnóżami. Długość oczu wynosi u niego ⅔ odległości między oczami. Jedenasty człon czułków jest umiarkowanie wydłużony. Rzędy przyszwowe na pokrywach są delikatne, krótkie i sięgają do ich wierzchołkowej ⅓. Obecne są również rzędy epipleuralne. Tylna para skrzydeł jest w pełni wykształcona. Epimeryty śródtułowia zaopatrzone są w linie mezepimeralne. Zapiersie (metawentryt) ma bardzo delikatną mikrorzeźbę. Odnóża mają golenie wąskie u nasady, ku szczytowi zaś pogrubione. Samiec ma gonokoksyt z wierzchołkowym stylusem. Jego edeagus cechuje długa w porównaniu z wyrostkiem wierzchołkowym nabrzmiała część nasadowa, bardzo delikatne i łuskowate struktury w woreczku wewnętrznym oraz wąskie, wydłużone flagellum.

## Występowanie
Owad endemiczny dla Nowej Zelandii, znany z Wyspy Północnej. Spotykany na grzybach z rodzaju Gonoderma.